# Megapenthoides intermedius
Megapenthoides intermedius là một loài bọ cánh cứng trong họ Elateridae. Loài này được Cobos miêu tả khoa học năm 1970.